# Estación km 1506
Km 1506 es una estación ferroviaria ubicada en el departamento de Los Andes, provincia de Salta, Argentina.
Se ubica en la región de la Puna. 

## Servicios
Se encuentra actualmente sin operaciones de pasajeros.
Sus vías corresponden al Ramal C14 del Ferrocarril General Belgrano por donde transitan formaciones de carga de la empresa estatal Trenes Argentinos Cargas.